# ۴-هیدروکسی‌آمفتامین
۴-هیدروکسی آمفتامین (4HA) که با نام‌های هیدروکسی‌آمفتامین، اکس‌آمفتامین، نورفولدرین، پارا-هیدروکسی‌آمفتامین و α-متیل‌تیرامین نیز شناخته می‌شود، دارویی است که سیستم عصبی سمپاتیک را تحریک می‌کند.
از نظر پزشکی در قطره‌های چشمی برای گشاد کردن مردمک (فرآیندی به نام مردمک‌گشادی) استفاده می‌شود تا بتوان پشت چشم را معاینه کرد. همچنین متابولیت اصلی آمفتامین و برخی از آمفتامین‌های استخلافی است.

## همچنین ببینید
- آمفتامین
- فولدرین
- تیرامین